# Lista nagród i nominacji Edyty Górniak
Edyta Górniak należy do najbardziej utytułowanych polskich piosenkarek. W ramach działalności artystycznej była ponad sześćdziesięciokrotne nominowana i wyróżniona w licznych konkursach i plebiscytach muzyki popularnej oraz celebrities.
Piętnastokrotnie otrzymała nominację do nagrody polskiego przemysłu fonograficznego Fryderyka. Dwukrotnie została laureatką tejże nagrody. W 1994 roku otrzymała Wiktora, nagrodę Akademii Telewizyjnej. W 2009 roku otrzymała statuetkę Eska Music Awards. W 2012 roku otrzymała wyróżnienie VIVA Comet Awards.

## Lista nagród i nominacji
| 1994 | Debiut roku                              | Nominacja |
| 1994 | Wokalistka roku                          | Nominacja |
| 1994 | Piosenka roku („To nie ja”)              | Nominacja |
| 1994 | Wydarzenie roku (II miejsce – Eurowizja) | Nominacja |
| 1994 | Teledysk roku („Jestem kobietą”)         | Nominacja |
| 1995 | Fonograficzny debiut roku (album Dotyk)  | Nagroda   |
| 1995 | Album roku pop (Dotyk)                   | Nominacja |
| 1995 | Piosenka roku („Dotyk”)                  | Nominacja |
| 1995 | Teledysk roku („Dotyk”)                  | Nagroda   |
| 1995 | Teledysk roku („Jestem kobietą”)         | Nominacja |
| 1995 | Wokalistka roku                          | Nominacja |
| 1997 | Wokalistka roku                          | Nominacja |
| 1997 | Album roku pop (Edyta Górniak)           | Nominacja |
| 1999 | Wokalistka roku                          | Nominacja |
| 1999 | Piosenka roku („Dumka na dwa serca”)     | Nominacja |

| Eska Music Awards | Eska Music Awards                          | Eska Music Awards |
| Rok               | Kategoria                                  | Nota              |
| ----------------- | ------------------------------------------ | ----------------- |
| 2009              | Artystka roku                              | Nominacja         |
| 2009              | Hit roku Polska („To nie tak jak myślisz”) | Nagroda           |

| Viva! Najpiękniejsi | Viva! Najpiękniejsi | Viva! Najpiękniejsi |
| Rok                 | Kategoria           | Nota                |
| ------------------- | ------------------- | ------------------- |
| 2008                | Kobiety, 2007       | Nominacja           |
| 2009                | Kobiety, 2008       | Nominacja           |
| 2010                | Kobiety, 2009       | Nominacja           |
| 2012                | Kobiety, 2011       | Nominacja           |

| VIVA Comet Awards | VIVA Comet Awards            | VIVA Comet Awards |
| Rok               | Kategoria                    | Nota              |
| ----------------- | ---------------------------- | ----------------- |
| 2012              | Artystka roku                | Nominacja         |
| 2012              | Przebój roku („Teraz – tu”)  | Nominacja         |
| 2012              | Teledysk roku („Teraz – tu”) | Nominacja         |
| 2012              | Image roku                   | Nagroda           |

| Wiktory | Wiktory                    | Wiktory   |
| Rok     | Kategoria                  | Nota      |
| ------- | -------------------------- | --------- |
| 1994    | Muzyka                     | Nagroda   |
| 2007    | Muzyka i estrada           | Nominacja |
| 2008    | Gwiazda muzyki i estrady   | Nominacja |
| 2009    | Gwiazda muzyki i estrady   | Nominacja |
| 2010    | Gwiazda piosenki i estrady | Nominacja |

### Inne
| Rok  | Nagroda/Kategoria | Nota                                   |
| ---- | --- | -------------------------------------- |
| 1990 | XXVII KFPP w Opolu – Debiuty | Wyróżnienie                            |
| 1993 | VII Festiwal Piosenki Krajów Nadbałtyckich | III miejsce                            |
| 1994 | Konkurs Piosenki Eurowizji 1994 | II miejsce                             |
| 1994 | Indywidualność Roku (Nagroda Radia Kolor) | Nagroda                                |
| 1994 | Nagroda im. Karola Musioła – Indywidualność wykonawcza                                                                                        | Nagroda                                |
| 1995 | Nagroda Prezydenta Miasta Opola w Dziedzinie Kultury                                                                                          | Nagroda                                |
| 2000 | Trofeum ELLE – „Najbardziej stylowa gwiazda POP”                                                                                              | Nagroda                                |
| 2003 | Prometeusz | Nagroda                                |
| 2006 | Złota Kaczka – Najlepsza piosenka ostatniego 50-lecia („Dumka na dwa serca”)                                                                  | Nagroda                                |
| 2006 | XLIII KFPP w Opolu – Premiery | II miejsce                             |
| 2007 | Plebiscyt magazynu Glamour – Kobieta Roku „Glamour”                                                                                           | Nominacja                              |
| 2007 | Superjedynki – Wykonawca roku | Nominacja                              |
| 2007 | Superjedynki – Płyta roku E·K·G | Nominacja                              |
| 2008 | 60-lecie EMPiK-u – „Najważniejsza osobowość ostatnich 60. lat”                                                                                | Nagroda                                |
| 2008 | 60-lecie EMPiK-u – „Najważniejsza płyta ostatnich 60. lat” (album Dotyk)                                                                      | Nagroda                                |
| 2008 | 60-lecie EMPiK-u – „Najważniejsze wydarzenie kulturalne ostatnich 60. lat” (Drugie miejsce Edyty Górniak na konkursie Eurowizji)              | V miejsce                              |
| 2008 | Telekamery – Muzyka | Nominacja                              |
| 2009 | Odciśnięcie dłoni oraz gwiazda z brązu w Alei Gwiazd Festiwalu Polskiej Piosenki                                                              | Nagroda                                |
| 2009 | Tytuł Honorowego Ambasadora Stolicy Polskiej Piosenki – Opole                                                                                 | Nagroda                                |
| 2010 | TOPtrendy – 20-lecie pracy artystycznej | Nagroda                                |
| 2010 | Bursztynowy słowik – 20-lecie pracy artystycznej                                                                                              | Nagroda                                |
| 2010 | Statuetka od SAWP – 20-lecie pracy artystycznej                                                                                               | Nagroda                                |
| 2010 | Plebiscyt magazynu Viva! – Najlepiej Ubrana Polka                                                                                             | Nagroda                                |
| 2010 | Plebiscyt magazynu Party – Życie Gwiazd! – Gwiazda Estrady                                                                                    | Nagroda                                |
| 2010 | Plebiscyt magazynu Party – Życie Gwiazd! – Bohater PARTY                                                                                      | Nagroda                                |
| 2011 | „Oskary Fashion” Big City Lighst 2011 – Najlepiej ubrana piosenkarka                                                                          | Nominacja                              |
| 2011 | „TOP TEN Plejady” – Wokalistka | Nagroda                                |
| 2011 | GrandFord – Czasopisma o gwiazdach | Nagroda                                |
| 2011 | OGAE Song Contest 2011 – Piosenka („Teraz – tu”)                                                                                              | Nominacja                              |
| 2011 | OGAE Video Contest 2011 – Teledysk („Teraz – tu” i „On the Run”)                                                                              | Udział w selekcji reprezentanta Polski |
| 2011 | VIVA Polska – Top 50 – Najlepsze wokalistki                                                                                                   | XVII miejsce                           |
| 2011 | Eurovision Top 250 – Piosenka („To nie ja”)                                                                                                   | VI miejsce                             |
| 2013 | Róże Gali 2013 – Media | Nominacja                              |
| 2014 | Bursztynowa Fala za całokształt pracy artystycznej                                                                                            | Nagroda                                |
| 2015 | Statuetka i dyplom Kapituły Ruchu „Piękniejsza Polska”                                                                                        | Nagroda                                |
| 2015 | Złota Karolinka na 52. KFPP w Opolu za całokształt                                                                                            | Nagroda                                |
| 2015 | Platynowa Telekamera za całokształt | Nagroda                                |
| 2015 | Telekamera – Najlepszy juror za The Voice of Poland (2011)                                                                                    | Nominacja                              |
| 2016 | Polish LGBT Awards – Muzyka | Nominacja                              |
| 2016 | Telekamera – Najlepszy juror za The Voice of Poland (2011)                                                                                    | Nominacja                              |
| 2017 | Telekamera – Najlepszy juror za The Voice of Poland (2011)                                                                                    | Nominacja                              |
| 2017 | Artysta bez granic na 54. KFPP w Opolu | Nagroda                                |
| 2017 | Nagroda dziennikarzy i fotoreporterów na 54. KFPP w Opolu                                                                                     | Nagroda                                |
| 2021 | Telekamera – Najlepszy juror za The Voice of Poland (2011), The Voice Kids (2018) także za: The Voice of Poland (2011), The Voice Kids (2018) | Nominacja                              |
| 2021 | Hit 30-lecia „Super Expressu” („Jestem kobietą”)                                                                                              | Nagroda                                |
| 2022 | XV Gala Polish Businesswomen Awards – Wybitna Piosenkarka i Dobroczyńca Roku                                                                  | Nagroda [ 48 ]                         |
| 2022 | 15-lecie magazynu „Party” – Juror 15-lecia | II miejsce                             |
| 2023 | Złota okładka „Super Expressu” | Nagroda                                |
| 2025 | SuperGwiazda Plejady | Nagroda                                |